# Henri Bierna
Henri Bierna (Saint-Nicolas, 2 september 1905 - Borgworm, 28 augustus 1944) was een Belgisch voetballer die speelde als middenvelder. Hij speelde 9 interlandwedstrijden met het Belgisch voetbalelftal en was een van de weinige Belgische internationals die nooit in Eerste klasse voetbalde.

## Loopbaan
Bierna debuteerde in 1921 als aanvallende middenvelder in het eerste elftal van US Liège, maar ging al snel in de spits spelen en promoveerde in 1926 naar de Derde klasse.
Hij viel er op als vlotte doelpuntenmaker en werd begin januari 1927 door bondscoach William Maxwell geselecteerd voor het Belgisch voetbalelftal.Dat seizoen zou hij ook topschutter worden met 33 doelpunten. In zijn eerste interland, de thuiswedstrijd tegen Tsjecho-Slowakije wist hij meteen te scoren. Bierna werd opnieuw geselecteerd voor de thuiswedstrijd tegen Nederland en scoorde eveneens een doelpunt in deze wedstrijd. Hij werd een vaste waarde in de nationale ploeg maar scoorde nadien geen doelpunten meer. In totaal speelde Bierna 9 wedstrijden met het Belgisch voetbalelftal waaronder één wedstrijd op de Olympische Zomerspelen 1928 in Amsterdam tegen Nederland, tevens zijn laatste wedstrijd voor de nationale ploeg.
Op clubniveau bleef Bierna steeds bij US Liège spelen. De ploeg zakte in 1933 zelfs naar de provinciale reeksen en kon enkel in het seizoen 1936-1937 nog eens een jaar in Derde klasse spelen. Bierna verliet de club echter in 1936 en ging bij Stade Waremmien voetballen dat hogerop speelde in Tweede klasse maar na dat seizoen zakte Warremien naar Derde klasse.In 1940-1941 speelde Henri met Stade Waremmien een seizoen op het hoogste niveau uiteindelijk vanwege een noodcompetitie.Henri stopte in 1943 voetballen en overleed tijdens de oorlog in 1944 te Borgworm na een bombardement op de stad.